# Булаково (Чувашия)
Була́ково (чув. Пӑлакасси) — деревня в Батыревском районе Чувашской Республики. Входит в состав Тойсинского сельского поселения.

## География
Расстояние до Чебоксар 144 км, до районного центра — села Батырево — 6 км, до железнодорожной станции 60 км. Расположена вдоль автодороги «Батырево—Яльчики». Деревня находится на правом берегу реки Була, в её среднем течении Местность равнинная.

## История
Деревня образована в 1887 году переселенцами из села Новое Ахпердино. 

Согласно преданиям, начало дер. (ныне село) Новое Ахпердино (Çĕнĕ Ахпȳрт) положили переселившиеся из дер. Аниш-Ахпердино (Çĕнĕ Ахпȳрт, ныне Канашского района) семьи Тукшика, Паршика и Утеша. Теперь же в Новом Ахпердине 600 дворов. Это село имеет свои дочерние селения: то ли в 1864 году 13 дворов, то ли в 1882 году 27 дворов выселились в дер. Булаково…— Чувашские исторические предания
 10 января 1887 Симбирское губернское присутствие вынесло постановление об отделении крестьян Булаковского выселка (Пăлакасси) в отдельное общество с разделением земельных угодий. Из этого документа можно заключить, что часть крестьян с.Новое Ахпердино выделилась ещё раньше указанного здесь времени, однако, продолжала оставаться в том же обществе крестьян Нового Ахпердина. Основание Булаковского выселка произошло, возможно, в 1870—80-х годах. иначе деревня Булаково значилась бы в списке селений, включённых в Памятную книгу Симбирской губернии на 1868. А по сведениям подворной переписи Симбирской губернии за 1911 в д.Булаково имелось 26 дворов, проживало 82 мужчины и 69 женщин.
Жители занимались земледелием, животноводством, пчеловодством, домашним ремеслом. В начале XX века действовали 2 промышленных заведения. В 1930 году образован колхоз «Канаш». 

## Население
| 2010 | 2012 |
| ---- | ---- |
| 199  | ↗217 |

По данным Всероссийской переписи населения 2002 года в деревне проживали 214 человек, преобладающая национальность — чуваши (100%).

## Инфраструктура
Имеются фельдшерский пункт, клуб, магазин.
Улицы: Канашская, Луговая, Набережная, Николаева.

## Уроженцы
- Тарасов Арсений Алексеевич (р. 1956, Булаково, Чувашская АССР) — писатель, журналист, член Союза журналистов СССР (1982), член Союза профессиональных писателей Чувашской Республики (1994).